# Станислав Штепка
Станислав Штепка (словац. Stanislav Štepka; 26 июля 1944 года, Радошина, Первая словацкая республика) — словацкий писатель, драматург, режиссёр, сценарист, актёр, поэт, руководитель Радошинского наивного театра.
В 1965 году окончил педагогический факультет в г. Нитра (будущий Университет имени Константина Философа), позже, в 1977 году — отделение журналистики Философского факультета Братиславского Университета имени Коменского. В 1963 году стал художественным руководителем Радошинского наивного театра (сокращённо RND). В декабре того же года состоялась премьера его первой театральной постановки: Немые лица, или Слово «зверь» пишется с большой буквы «З» (Nemé tváre alebo Zver sa píše s veľkým Z). С 1964 по 1969 год Станислав Штепка работал педагогом в местечке Бойна, с 1970 по 1975 год — редактором Учительской газеты в Братиславе, в период с 1976 по 1983 год занимал должность редактора развлекательных программ Чехословацкого радио в Братиславе. С 1983 года Станислав Штепка — профессиональный театральный деятель и писатель-фрилансер. С 1997 года является владельцем Агентства RND, занимающегося управлением и эксплуатацией Радошинского наивного театра.
Станислав Штепка проживает в Братиславе, женат, имеет двоих детей.

## Награды
- 2006 — Золотая ручка-2006 — премия литературных критиков за лучшее оригинальное произведение (получил за сборник «Десять заповедей (и ещё чуть-чуть)»
- 2010 — Хрустальное крыло за вклад в искусство. Станислав Штепка получил эту награду как оригинальный и многосторонний театральный деятель и руководитель Радошинского наивного театра.

## Творчество

### Театральные постановки
- 1963 — Немые лица, или Слово «зверь» пишется с большой буквы «З» / Nemé tváre alebo Zver sa píše s veľkým Z (25 декабря 1963 года, постановка состоялась в местечке Радошина)
- 1967 — Вскрытие / Pitva (29 марта 1967 года, в Радошине)
- 1968 — С дуба упал и отдохнул / Z duba padol, oddýchol si (30 ноября 1968 года, в Радошине)
- 1969 — Фррр / Pŕŕŕ (18 ноября 1969 года, Радошина)
- 1970 — Яаааношииик / Jááánošííík (14 ноября 1970 года, Радошина, Клуб молодёжи)
- 1970 — Человечина / Človečina (14 ноября 1970 года, Радошина)
- 1975 — Елизавета Грозная, или Кровавая история / Alžbeta Hrozná alebo Krw Story (11 января 1975 года, Радошина)
- 1977 — Могила любви / Hrob lásky (19 января 1977 года, в Братиславе, Театральный клуб молодёжи)
- 1978 — Сказка о том, как мы до сих пор живём, коль не померли / Rozprávka o tom, ako žijeme dodnes, ak sme nepomreli (22 мая 1978 года, в Братиславе, Театральный клуб молодёжи)
- 1979 — Словацкое танго / Slovenské tango (28 мая 1979 года, в Братиславе, Клуб работников средств связи)
- 1980 — Курортный сезон / Kúpeľná sezóna (27 октября 1980 года, в Братиславе, Парк культуры и отдыха)
- 1982 — Свадьба / Svadba (1 февраля 1982 года, в Братиславе, Парк культуры и отдыха)
- 1983 — Паршивая овца / Čierna ovca (15 сентября 1983 года, в Братиславе, Парк культуры и отдыха)
- 1984 — Невеста, проданная Кубо / Nevesta predaná Kubovi (21 января 1984 года, Братислава, Студия S)
- 1984 — Павильон Б / Pavilón B (19 октября 1984 года, Братислава, Парк культуры и отдыха)
- 1985 — О чём речь? / О čo ide (17 сентября 1985 года Братислава, Студия S)
- 1986 — Небо, ад, рай / Nebo, peklo, raj (19 декабря 1986 года, Братислава, Студия S)
- 1987 — Женское отделение / Ženské oddelenie (21 октября 1987 года, Братислава, Парк культуры и отдыха)
- 1988 — Корабль «Мир» /  Loď svet (12 декабря 1988 года, Братислава, Парк культуры и отдыха)
- 1989 — Сотри и напиши / Vygumuj а napíš (21 сентября 1989 года, Братислава, Радошинский наивный театр)
- 1990 — Мир этому дому / Pokoj domu tomuto (24 сентября 1990 года, Братислава, Радошинский наивный театр)
- 1991 — Куда идти / Kam na to chodíme (28 марта 1991 года, Братислава, Радошинский наивный театр)
- 1992 — ЛАС-КА-НИЕ / LÁS-КА-NIE (15 февраля 1992 года, Братислава, Радошинский наивный театр)
- 1992 — Артиллеристы на Луне / Delostrelci na Mesiaci (20 ноября 1992 года, Братислава, Радошинский наивный театр)
- 1993 — Таверна «Гранд» / Hostinec Grand (20 ноября 1993 года, Братислава, Радошинский наивный театр),
- 1994 — Соглашение возможно / Dohoda možná (24 июня 1994 года, Братислава, Студия S)
- 1994 — Небольшая сердечная история / Malá srdcová príhoda (5 ноября 1994 года, Братислава, Радошинский наивный театр)
- 1994 — Рождество в театре / Štedrý divadelný večer (20 декабря 1994 года, Братислава, Радошинский наивный театр)
- 1995 — Родинка / Materské znamienko (13 апреля 1995 года. Братислава, Радошинский наивный театр)
- 1995 — Кинотеатр «Прогресс» / Kino Pokrok (15 декабря 1995 года, Братислава, Радошинский наивный театр)
- 1996 — Папа / Tata (13 декабря 1996 года, Братислава, Радошинский наивный театр)
- 1997 — Конечная станция / Konečná stanica (31 мая 1997 года, Братислава, Радошинский наивный театр)
- 1999 — Пчела зимой / Včela v zime (25 июня 1999 года, Братислава, Радошинский наивный театр),
- 2000 — Опись хищников / Súpis dravcov (31 марта и 1 апреля 2000 года, Братислава, Радошинский наивный театр)
- 2000 — Яяяношииик (тридцать лет спустя) / Jááánošííík (po tridsiatich rokoch) (14. ноября 2000 г. Братислава, Радошинский наивный театр)
- 2002 — В одно касание / Na jeden dotyk (17 мая 2002 года, Братислава, Радошинский наивный театр)
- 2003 — Как мы искали друг друга / Ako sme sa hľadali (7 февраля 2003 года, Братислава, Радошинский наивный театр)
- 2003 — Летопись комика / Kronika komika (26 апреля 2003 года, Братислава, Радошинский наивный театр)
- 2004 — Генерал /Generál (5 и 6 марта 2004 года на сцене Радошинского наивного театра)
- 2005 — Пьеса о любви / Hra o láske (4 и 5 февраля 2005 года, на сцене Радошинского наивного театра)
- 2006 — Десять заповедей / Desatoro (10 февраля 2006 года, Радошинский наивный театр)
- 2006 — Семь смертных грехов / Sedem hlavných hriechov (8 и 9 декабря 2006 года)
- 2007 — Сотворение мира / Stvorenie sveta (22 июня 2007 года)
- 2008 — Кто-то любит по-словацки / Niekto to rád slovenské
- 2009 — У меня заскок / Mám okno
- 2010 — Чай без сахара / Nesladím
- 2011 — Они пришли просто так / Len tak prišli
- 2012 — Счастливые концы / Šťastné konce
- 2012 — Переменная облачность / Polooblačno
- 2013 — Яааношииик триста лет спустя / Jááánošííík po tristo rokoch
- 2013 — Как снег на голову / Sčista-jasna
- 2014 — Слава / Sláva

### Книжные издания на словацком языке
- 1987 — Невеста, проданная Кубo (в сотрудничестве с Иржи Сухим, Издательство Татран)
- 1987 — История моего отца (Издательство LITA)
- 1989 — Oтель Европа (Издательство LITA)
- 1989 — Женское отделение (Издательство LITA)
- 1989 — Три сообщения (Издательство Словацкий писатель)
- 1989 — Радошиинский наивный театр (Издательство Татран)
- 1998 — Родинок (Издательство Словацкий писатель)
- 1991 — Кam na to chodíme (в сотрудничестве с Миланом Ласицой, Издательство Смена)
- 1993 — Три мечты (и эпилог к мечтам) (Издательство Словацкий писатель)
- 2001 — …и я, Катарина Колникова (Издательство Ikar)
- 2003 — Летопись комика I (Издательство Ikar)
- 2005 — Летопись комика II (Издательство Ikar)
- 2005 — Летопись комика III (Издательство Ikar)
- 2006 — Десятеро (и ещё чуть-чуть) (Издательство Ikar)
- 2006 — Летопись комика VI (Издательство Ikar)
- 2006 — Летопись комика IV (Издательство Ikar)

## Песенное творчество (выборочно)
- «Финальная» (Робо Опатовский, альбом В том странном сне)[7]

## Фильмография
- 1986 Я знаю такую травку — телефильм
- 1983 Вино виноватое, режиссёр: Владо Балко
- 1984 Деревенская мечта, режиссёр: Феро Фенич[8]
- 1987 Женское отделение…Карол
- 1988 Администратор музея…Сиска
- 1991 Ласка
- 1993 Путешествия в уме (ТВ фильм)
- 1993 Во дворе у Буквы (ТВ фильм)
- 1994 Национальный грешник (ТВ фильм)
- 1995 Сад
- 1996 Паршивая овца (ТВ фильм)[9]
- 1997 Дед Мороз звонит, откройте
- 2001 Повстанцы…инспектор Йозеф Доуша
- 2004 Конечная станция
- 2005 Персональная ошибка (телевизионный фильм)[10]
- 2007 Приёмная в розовом саду (телесериал)… врач Душан Мирек[11][12]